# IT狗
《IT狗》（英語：In Geek We Trust），香港電視娛樂製作之喜劇電視劇，出品人魯庭暉，導演簡君。由凌文龍、陳漢娜、楊樂文、岑珈其、陳湛文、余逸思、彭秀慧、周祉君、陳瑞輝主演。本劇為《ViuTV 2022》節目巡禮之一，由安信兄弟冠名贊助。
此劇以一群資訊科技（IT）界另類精英為主幹，說述一班IT職場上的年輕人掙扎求存、有血有淚的故事。此劇獲邀在第十八屆香港亞洲電影節率先播出首兩集。台灣OTT由LiTV 線上影視全劇上架。

## 演員表
- 角色出現集數以整套劇集計算

### Born Hub共享辦公室／PayPayDuck公司
Born Hub共享辦公室：
- 前身為餘香酒樓

PayPayDuck公司：
- 於第4集晉身「第三屆初創有明天比賽」決賽，但在第5集落敗
- 在第8至15集獲水母創投注資支持
- 於第16集被PayPayEgg控告侵權
- 於第16集接納九龍銀行的外判工作.
- 於第17集拒絕白鯨創投的收購
- 於第19集遭PayPayEgg發動阻斷服務(DDOS)攻擊
- 於第20集獲Aqua Ventures投資

| 演員                 | 角色           | 備註 |
| 岑珈其               | 趙家俊         | Kenneth Born Hub創辦人、PayPayDuck創業導師及Science University講師 Joesep之孿生弟弟 早年因「智能果汁機」和「磁能線」項目涉嫌欺騙投資者，和Joesep在初創界臭名遠播 容美娟之前男友 擁有餘香酒樓一半股權及PayPayDuck一成股權 數月前把餘香酒樓改裝成Born Hub，於第1集招攬創業人士 於第11集安排阿米巴參觀PayPayDuck，在蒙玲提示下察覺阿米巴打算抄襲PayPayDuck，和蒙玲趕走阿米巴 於第18集從Jayden得知PayPayEgg販賣客戶資料一事 於第19集協助應付針對PayPayDuck的DDOS攻擊 人物原型：趙公亮 |
| 黃寶漳               | 趙家升         | Joesep Kenneth之孿生哥哥 早年因「智能果汁機」和「磁能線」項目涉嫌欺騙投資者，和Kenneth在初創界臭名遠播 擁有餘香酒樓一半股權，於第10集因需資金周轉而打算賣盤，後打消念頭並離開 人物原型：趙公允 |
| 楊樂文@MIRROR        | Tony Chan      | 星之子Tony 智能水杯發明者及唯一股東，於第17集以300萬把全數股份賣給白鯨創投以換取現金給PayPayDuck周轉 書本《大台理論》之作者 Never之上司 於第12集為反擊PayPayEgg提出讓葉念信裸跑作惡俗行銷，導致二人被拘留 於第13集為令PayPayDuck取得雅典娜投資建議黃金開和喬子琳建立關係 於第17集離開PayPayDuck加入白鯨創投成為旗下HomeLab總監，卻因在HomeLab不被尊重而辭任，並帶著賣出智能水杯股份所得的300萬入股PayPayDuck，成為股東兼營運總監 於第20集和Never引開AI Moby發佈會會場保安以協助葉念信潛入會場 人物原型：陳易希 |
| 凌文龍               | 葉念信         | 阿信 PayPayDuck行政總裁 Billy，Billie之上司 蒙玲之大學同學兼上司，並被其暗戀 Shirley之前男友 崔志恆之大學同學兼生意拍檔兼好兄弟，於第12集因抄襲PayPayDuck一事與其決裂 原九龍銀行IT部主管，於第1集被裁員，同時亦遭Shirley提出分手 於同集賣房產創業，計劃開發電子婚宴人情應用程式，並結識蒙玲 於第3集將應用程式命名為PayPayDuck並報名參加第三屆初創有明天比賽 於第6集受Shirley啟發將PayPayDuck改作人情預繳模式 於第7集發現Ryan出軌，導致Shirley婚禮告吹，加上PayPayDuck意外導致她陷入公關災難，和Shirley反目 於第11集邀請Lou為PayPayDuck眾人「Loutivate」，但誤中其圈套把PayPayDuck的機密洩漏，導致PayPayDuck被抄襲 於第12集採納Tony建議打算裸跑為PayPayDuck作惡俗行銷而被拘留 於第15集受George之猝死啟發，把PayPayDuck由人情預繳平台的定位改為任何活動（包括婚禮葬禮）的預繳費用平台 於第18集建議強化私隱保障功能而遭成員反對，並因發現社會跟自己期望有落差而開始失蹤 於第19集要求就PayPayDuck侵權官司自辯 於第20集潛入AI Moby發佈會會場，在直播中揭發AI Moby所提供的建議皆有利於白鯨創投自身 |
| 陳漢娜               | 蒙 玲          | 霞姨、Lemon、Ling（通訊程式稱謂） 原名蒙嘉玲 葉念信之下屬，並暗戀他。曾經是大學同學 被黃金開暗戀，並於第十六集被其表白，並拒絕 自稱是來自矽谷的程式編寫員，實際是一名設計師 PayPayDuck程式編寫員，於第3集改任創意程式編寫員 於第6集被前男友企圖挖角到其德國廣告公司「Lemon」，但拒絕其。 於第10集為免黃金開繼續為PayPayDuck眾人添亂自願跟進黃金開的實習 於第11集及時察覺阿米巴打算抄襲PayPayDuck的構思和內容，和Kenneth趕走阿米巴等人 於第12集以葉念信在大學向Shirley表白的影片取代原本Tony提議，成功為PayPayDuck宣傳 於第19集尋回失蹤的葉念信 |
| 陳湛文               | Billy Au Yeung | 西毒、男B 黑客兼程式編寫員 葉念信之遊戲好友和下屬 Billie之鬥氣冤家 於第2集加入PayPayDuck 於第7集將Shirley喜帖以兩層傳遞方式傳送給數萬人，導致Shirley被指控欺騙粉絲金錢及令PayPayDuck被誤以為是欺詐程式 於第8集被眾人發現因多年前搞垮網購平台而被各大雲端平台封鎖導致PayPayDuck不能使用雲端服務 於第14集和東邪及Billie研發「先人聊天室」加入PayPayDuck的喪禮模式中 於第19集應付針對PayPayDuck的DDOS攻擊 |
| 余逸思               | Billie Wan     | 女B 女權分子 葉念信之下屬 Billy之鬥氣冤家 於第2集加入PayPayDuck 於第6集被Billy爆出在新加坡工作時的醜聞，被指控在新加坡工作時誣衊上司性騷擾Greta，但實情是被上司性騷擾的Greta在上庭時改變口供，誣衊她教唆其誣衊上司 於第9集重遇Greta，受其啟發創立SheIT及成功研發ITouchU應用程式 於第10集允許Shirley加入SheIT，但在第15集被其背叛並成為網上挑戰的替罪羔羊而被逐出SheIT 於第14集和東邪及Billy研發「先人聊天室」加入PayPayDuck的喪禮模式中 於第19集發現並應付針對PayPayDuck的DDOS攻擊 |
| 林家熙               | 黃金開         | 開開 富三代講座學員 對蒙玲有好感，並於第十六集向其表白，並被其拒絕 於第9集擔任水母創投主席，注資PayPayDuck，並要求成為實習生 於第13集應Tony要求和喬子琳建立關係以取得雅典娜投資 於第20集提出可讓其父親贊助AI Moby發佈會的外賣，並喬裝為茶餐廳夥記以協助葉念信潛入會場 參見互助協會 |
| 陳瑞輝@MIRROR        | 林常樂         | Never Tony之下屬 前遊戲設計師，現為程式編寫員 性格負面 於第2集加入Born Hub 於第9集成功研發TouchWood應用程式 第16集與舊同學阿保見面成功推銷保險業界使用TouchWood應用程式 第17集跟隨上司星之子Tony離開PayPayDuck加入白鯨創投，後與因在HomeLab不被尊重而辭任總監的Tony一同回歸BornHub 於第19集協助應付針對PayPayDuck的DDOS攻擊 於第20集和Tony引開AI Moby發佈會會場保安以協助葉念信潛入會場 |
| 李靖筠               | 東 邪          | 黑客 Billy之遊戲好友 地下雲端創辦人 於第8集從Billy索要兩張9.5分遊戲卡牌換取協助PayPayDuck進行保安系統測試及向PayPayDuck提供雲端服務 於第9集被控不誠實使用電腦而被判社會服務令 於第12集交代在PayPayDuck程式碼中放入了程式炸彈，可以炸毀系統和PayPayDuck一模一樣的PayPayEgg 於第14集受George的兒子啟發，建議在PayPayDuck的喪禮模式中加入「先人聊天室」，系統由其和Billie及Billy合力研發 第15集先後根據PayPayEgg和Cathy Ho要求指揮「打手」攻擊和唱好PayPayDuck 於第19集協助應付針對PayPayDuck的DDOS攻擊 於第20集駭入AI Moby發佈會，借助其研發的AI George揭發AI Moby的真實想法 |
| 鄧子超               | Johnny仔       | 患有侏儒症的插畫師 於第5集將畫作「披皮」以NFT售出而一夜致富 於第6集注資PayPayDuck成為股東 於第16集因為要前往美國跟進「披皮」卡通動畫而離開Born Hub |
| 劉冠瑤（Johnee Lau） | Mo             | 第2集末被Billie誤會非禮而用防狼器電擊 於第5集末坐在一旁 第6集一同偷聽Billy同Billie對話 於第20集結尾代表Aqua Ventures洽談PayPayDuck的投資 |

### Loutivation公司／PayPayEgg公司／白鯨創投（Moby）
Loutivation／PayPayEgg公司：
- 由白鯨創投（Moby）注資支持
- 於第11集抄襲PayPayDuck製成應用程式PayPayEgg，於第12集上架。
- 於第16集控告PayPayDuck侵權
- 於第18集爆發販賣用戶資料危機（事件參考：2010年八達通隱私資料事件）
- 於第19集向PayPayDuck發動DDOS攻擊

白鯨創投：
- 原型：Google
- 於第20集宣布因港人對AI Moby存有疑慮而暫停其研發計劃

| 演員          | 角色     | 備註 |
| 周祉君        | 崔志恆   | Lou Chui、阿Lou 葉念信之大學同學和好兄弟 於第11集交代被九龍銀行裁員後創辦Loutivation 於第11集受葉念信所託為Tony、Billy及Billie進行「Loutivation」，但實際上是為取得PayPayDuck機密內容並抄襲其，取名PayPayEgg，於第12集發行。並在同集因而和葉念信決裂。 於第18集與SheIT合作搞預繳會費，爾後因販賣客戶資料一事而遭Marcus奪權 於第19集因憶起與葉念信的往事良心發現而在PayPayDuck侵權訴訟案上揭發PayPayEgg在販賣客戶個人資料。就販賣客戶個人資料一事道歉後仍依舊收集客戶個人資料，及利用白鯨創投「AI Moby」收集旗下所有應用程式的用戶資料 人物原型：車志健 諧音：老吹 |
| 邱士縉@MIRROR | Marcus   | PayPayEgg員工 於第18集因解決販賣客戶資料危機一事而取代Lou成為PayPayEgg掌事人 於第19集向PayPayDuck發動DDOS攻擊 於第20集發現Jayden為PayPayEgg販賣客戶資料事件的吹哨者及協助葉念信潛入AI Moby發佈會會場的內應，繼而襲擊其欲阻止葉念信，最終被葉念信用蒙玲所贈的防狼器電暈 參見WOW公司 |
| 魏浚笙        | Jayden   | Science University學生，性格務實，討厭吹噓（第2-4,7,10,12-20集） 被Kenneth針對，多番投訴不果 於第13集加入PayPayEgg實習 於第18集因與喬子琳發現PayPayEgg販賣客戶資料一事而成為吹哨者向Kenneth揭發並辭職 於第20集自願成為內應參與葉念信潛入AI Moby發佈會的計劃，不幸被Marcus發現而被襲擊 |
| 溫詠傑        |          | Loutivation員工 演員名單未列名 |
| 張蔓莎        | 喬子琳   | 喬山河女兒 於第13集成為PayPayEgg實習生 於第18集因與Jayden發現PayPayEgg販賣客戶資料一事而向父親報告並辭職 人物原型：喬子琳（護花危情） |
| 幸卓輝        | Timothee | PayPayEgg員工 於第18集出現，與Marcus共事 於第19集雖協助Marcus招攬WOW前員工及其他麻省出身程式編員對PayPayDuck發動DDOS攻擊，但最終不認同其做法，並於選擇退出時反遭Marcus以防狼器電擊倒下。 |
| 馬俊怡        | Coel     | PayPayEgg員工 於第19集協助Marcus向PayPayDuck發動DDOS攻擊 |
| 朱栢謙        | 萬 鈞    | 白鯨創投主席 PayPayEgg幕後金主 對人工智能及大數據極有興趣，相信人工智能最終取代人類 致力研發通用人工智能「AI Moby」登場 於第17集欲以邀請Tony為HomeLab總監促成PayPayDuck收購一事，但事敗後冷淡對待Tony 於第18集因PayPayEgg販賣客戶資料危機一事而改為重用Marcus，把Lou視為棄將 於第19集主動聯絡葉念信，提出白鯨創投欲以一億兩千萬元收購PayPayDuck 於第20集舉行AI Moby發佈會 於第15集登場 |
| 彭秀慧        | Cathy Ho | 白鯨創投亞太區總監 於第17集代表白鯨創投向PayPayDuck提出收購，最終被拒絕 曾於百特通公司處理出售200萬用戶個人資料事件，於第18集協助解決PayPayEgg販賣用戶資料危機 參見第三屆初創有明天比賽 |

### WOW公司
- 於第5集勝出「第三屆初創有明天比賽」比賽
- 於第9集因為研發「Ice Breaker」風火輪共享平台，觸犯法例而被迫倒閉

| 演員          | 角色     | 備註 |
| 邱士縉@MIRROR | Marcus   | WOW創辦人之一 在麻省理工大學認識Issac, Timothee 三人英文名字頭為MIT 畢業於美國麻省理工大學 計劃開發「Ice Breaker」共享風火輪並參加「第三屆初創有明天比賽」 於第4集打算借接送Cathy Ho遊說她獲得參賽資格 於第9集被控不誠實使用電腦而被判社會服務令 於第11集起到Loutivation工作 第12集加入PayPayEgg |
| 李添朗        | Issac    | WOW創辦人之一 在麻省理工大學認識Marcus, Timothee 三人英文名字頭為MIT |
| 幸卓輝        | Timothee | WOW創辦人之一 在麻省理工大學認識Marcus, Issac 三人英文名字頭為MIT 第18集再於PayPayEgg出現，與Marcus共事 |
| 陳湛文        | Billy    | 於第3集加入WOW，並於同集重回PayPayDuck 參見Born Hub共享辦公室／PayPayDuck公司 |
| 余逸思        | Billie   | 於第3集加入WOW，並於同集重回PayPayDuck 參見Born Hub共享辦公室／PayPayDuck公司 |
| Rose Ma       | Coel     | WOW員工 於第5集「第三屆初創有明天比賽」會場中，引誘Billy為「IceBreaker」項目原始碼除錯 第18集受Timothee招攬而加入PayPayEgg |

### 數據港（Data Port）/ 第三屆初創有明天比賽
| 演員   | 角色       | 備註 |
| 周開盛 | Simon Wong | 數據港CEO 第三屆初創有明天比賽評審之一 於第13集逝世 |
| 彭秀慧 | Cathy Ho   | 數據港首席項目總監，於第8集辭任，加入水母創投 畢業於Science University 第三屆初創有明天比賽評審之一 於第8集被開父委託看管黃金開以換取他資助水母創投，同集向葉念信解釋刻意在比賽中淘汰PayPayDuck是為了自己跟進PayPayDuck 於第15集暗中為PayPayDuck解除公關災難，並夥同Linda助手揭發Linda涉嫌詐騙及虧空公款令其被捕 於第15集被開父從水母創投辭退，推薦到白鯨創投，並在第16集以水母創投5倍薪酬成為白鯨創投亞太區總監 參見白鯨創投 曾與馮德倫為大學同學 人物原型：陳碧鏵 |
| 練美娟 | 容美娟     | 娟娟（趙家俊暱稱） 趙家俊之前女友 This Desk創辦人之一 第三屆初創有明天比賽評審之一 |

### 富三代互助協會
| 演員   | 角色      | 備註 |
| 董嘉儀 | 何姑娘    | 協會社工                                                                                                 |
| 岑珈其 | Kenneth   | 於第2集以葉念信名義騙取共融計劃補助金 於第3集和Tony成為富三代導師 參見Born Hub共享辦公室／PayPayDuck公司 |
| 楊樂文 | Tony Chan | 於第3集和Kenneth成為富三代導師 參見Born Hub共享辦公室／PayPayDuck公司                                    |
| 盧鎮業 | Tommy     | 富三代講座見工導師 於第4集因策劃綁架「富三代」導師及學員而被捕                                           |
| 林家熙 | 黃金開    | 開開 富三代 講座學員 Science University校董 對蒙玲有好感 於第10集注資PayPayDuck，並要求成為實習生        |
| 譚澔天 | Anson     | 富三代 講座學員                                                                                          |

### SheIT女權組織
- 於第9集由Billie創立
- 於第10集Shirley以注資者和場地贊助者身份加入
- 於第15集Billie被逐出SheIT，Shirley取代其成為主席
- 於第18集爆發公關災難

| 演員   | 角色    | 備註 |
| 余逸思 | Billie  | 女權分子 於第9集創立SheIT 參見Born Hub共享辦公室／PayPayDuck公司 |
| 陳漢娜 | 蒙 玲   | 於第9集加入SheIT 參見Born Hub共享辦公室／PayPayDuck公司 |
| 陳嘉寶 | Shirley | 烹飪頻道CookCookGuide實況主 葉念信之前女友 IT盲 於第7集計劃與Ryan舉行婚禮並成為PayPayDuck首名用家，但被葉念信發現Ryan出軌而取消，同時因為PayPayDuck誤將喜帖發送予數萬人收取人情被指控欺騙粉絲金錢而名聲受創，反目要求葉念信賠償 於第10集以投資和借出場地為由讓Billie允許其加入SheIT 於第15集和陽光社Linda合作，發起網上挑戰提升大眾對受欺壓女性的關注。但因為Linda捲入欺詐和虧空公款的醜聞，活動受波及被網民抨擊，誣衊Billie未有停止活動並動議把其逐出SheIT，據為己有 於第18集為慶祝SheIT五萬訂閱，舉辦SheIT粉絲見面會（實為公器私用），並與PayPayEgg合作使用其預繳會費功能，卻因粉絲見面會一事而在直播中當眾與SheIT成員爭執並貶損粉絲，爆發公關災難，並禍及CookCookGuide追蹤人數急跌 人物原型：DayDayCook 朱嘉盈 |

### 九龍銀行
| 演員   | 角色     | 備註 |
| 凌文龍 | 葉念信   | IT部主管 於第1集被裁員 參見Born Hub共享辦公室 |
| 周祉君 | 崔志恆   | 葉念信之大學同學兼好兄弟，任職銷售部 於第11集被裁員，後創立Loutivation 人物原型：車志健 參見Loutivation公司 |
| 李傑樺 | Chris Fu | 銷售部同事，「7號枱事件」苦主 IT盲，滑鼠無電會找阿信「維修」 於第1集在Ivan婚宴上講阿信壞話、借錢給阿信後被走數 劉俊謙粉絲 PayPayDuck成名後，稱阿信所欠人情債一千二百元實為PayPayDuck之起動基金，藉以追討20%股份 證實由PayPayEgg背後唆擺 |
| 彭珮嵐 | 吳盈如   | HR部阿姐 IT盲 於第1集提出裁撤IT部，及後接納阿信建立銀行員工評分系統建議，但仍以評分系統結果裁走阿信，有出席Ivan婚宴 於第16集嘗試勸服阿信回公司工作，並要求其挽救銀行員工評分系統                                                        |
| 張毓軒 | 阿軒     | IT部同事，葉念信之下屬 於第1集借共同建立的銀行員工評分系統趕走阿信 於第11集被裁員，轉行做記者 於第15集拍片廣傳「7號枱事件」，並偷拍和阿信見面時的內容再惡意剪輯                                                                         |
| 徐浩昌 | 阿保     | IT部同事，葉念信之下屬 Never之中學同學 於第1集借共同建立的銀行員工評分系統趕走阿信 於第11集被裁員，轉行做保險經紀 於第16集嘗試向Never推銷保險，但反被其推銷Touchwood App                                                                |
| 謝俊霆 |          | IT部同事，葉念信之下屬 於第1集借共同建立的銀行員工評分系統趕走阿信 於第11集被裁員 |
| 李偉鴻 |          | IT部同事，葉念信之下屬 於第1集借共同建立的銀行員工評分系統趕走阿信 於第11集被裁員 |
| 英健朗 | Ivan     | 派帖男 於第19集就PayPayDuck侵權官司接受控方代表律師提問 |

### 其他角色
| 演員          | 角色        | 登場集數             | 備註 |
| 黃素歡        | Susanna姑媽 | 1                    | 代替姪女Susanna與Lou見面 |
| 彭杏英        | 信母        | 1、3、12、20         | 葉念信母親，已去世 常在公園鼓勵和啟發葉念信 |
| 羅永昌        | 信父        | 1、2、7、13、17 - 20 | 葉念信父親 郵差，因自己當年向父親提出創業令其氣得心臟病發死亡而反對葉念信創業 喜歡到遊戲機中心玩遊戲機 於第17集沽出白鯨創投的股票套現給葉念信用於PayPayDuck周轉 於第18集向葉念信透露自己已為優惠而下載PayPayEgg 於第19集穿着制服上PayPayEgg公司跟崔志恆爭執，被拍片上載上網，於第20集因此被解僱 |
| 邵子風        |             | 2                    | 速遞員 |
| 黃溢濠        |             | 3、6                 | 蒙玲之前男友 視蒙玲為賺錢工具，不斷為她接設計生意賺錢來養活自己 於第7集企圖挖角蒙玲到自己在德國開設的廣告公司「Lemon」，但被拒 |
| 邱浩輝        | 波輝        | 4、6、7、16          | 茶餐廳伙記，黃金開的電玩好友 |
| 張滿源        |             | 5、20                | 笑容識別鎖職員 於第5集誤將葉念信困在笑容識別鎖中 於第20集在AI Moby發佈會上主動與葉念信交換座位，讓其發表意見 |
| 曾俊華        | 曾俊華      | 5                    | 華仔、John 15年前曾在數據港將「星之子」榮譽頒予Tony |
| 倪晨曦        | Charlotte   | 8                    | 擁有過百萬追蹤者的環保KOL 於第8集舉行婚禮並成為PayPayDuck首名用家 |
| 林祖輝        | 開父        | 8、13 - 15           | 富二代，黃金開之父 於第15集宣布停止為水母創投注資並辭退Cathy Ho |
| George Ling   | George Ling | 8、14                | 東邪之助手 無國界程式設計員，於第14集因胰臟癌離世 |
| 陳淑琦        | George太太  | 14                   | 於第14集為George舉辦喪禮，率先使用PayPayDuck 電子帛金功能，最終收得帛金三百多萬 |
| 張嘉欣(Yanni) | Greta       | 9                    | Billie之舊同事 多年前被上司性騷擾，但因害怕失去工作在上庭時改變口供，誣衊Billie教唆其誣衊上司 |
| 麥詠楠        |             | 9、10                | 澳門殘障女畫家 於第9集被Johnny仔指控侵權，最後庭外和解，並向Johnny仔道歉及賠償 |
| 李炘頤        | Susanna     | 11                   | 崔志恆的人生導師，於第11集在其回憶中出現 |
| 梁天尺        | Kenneth     | 11                   | 阿米巴公司員工，藉詞參觀PayPayDuck打算抄襲他們，最終被蒙玲及趙家俊揭發而失敗 |
| 楊英偉        | 喬山河      | 13                   | 經營雅典娜婚禮策劃公司，為行業龍頭 和PayPayEgg有合作計劃 於第18集交代其因得知PayPayEgg販賣客戶資料一事而終止合作 人物原型：喬江山、喬江河（護花危情） |
| 翁煒桐        | 茶餐廳伙計  | 13                   | |
| 陳健朗        | 紅磡喪彪    | 14                   | 殯儀業龍頭 於第14集應PayPayDuck邀請和其合作 |
| 顏子菲        | Linda       | 15                   | 慈善團體陽光社主席，擅長碰瓷公關 第15集被其助手揭發涉嫌詐騙及虧空公款而被捕 團體原型：明光社 |
| 程仁富        | 阿孝        | 16                   | PayPayDuck用家，因在喪禮使用電子帛金時程式彈出不恰當廣告而上門責難PayPayDuck |
| 杜港          | Greg        | 16                   | 原為教師，後加入水母創投接替Cathy Ho負責看管黃金開 |
| 郭穎東        |             | 16                   | 麵檔老闆 |
| 黃鐦          | Duncan 燈勤 | 16、19               | Youtuber、KOL 原型人物：蕭若元 |
| 黃星叡        |             | 16                   | 律師，代表PayPayDuck |
| 邱廷輝        |             | 19                   | 控方大律師，在法庭代表PayPayEgg控告PayPayDuck侵權 |

## 每集列表
| 集數 | 首播日期      | 標題                 | 備註   |
| 1    | 2022年1月10日 | 機會 Chance          | [ 13 ] |
| 2    | 2022年1月11日 | 共融 Inclusion       | [ 13 ] |
| 3    | 2022年1月12日 | 改名 Naming          | [ 13 ] |
| 4    | 2022年1月13日 | 推銷 Pitching        | [ 13 ] |
| 5    | 2022年1月14日 | 決賽 Final           | [ 13 ] |
| 6    | 2022年1月17日 | 前度 Ex              | [ 13 ] |
| 7    | 2022年1月18日 | 解難 Problem Solving | [ 13 ] |
| 8    | 2022年1月19日 | 環保 Eco Friendly    | [ 13 ] |
| 9    | 2022年1月20日 | 水喉 Investor        | [ 13 ] |
| 10   | 2022年1月21日 | 實習 Intern          | [ 13 ] |
| 11   | 2022年1月24日 | 團隊 Team Building   | [ 14 ] |
| 12   | 2022年1月25日 | 決定 Decision        | [ 14 ] |
| 13   | 2022年1月26日 | 市場 Market          | [ 14 ] |
| 14   | 2022年1月27日 | 藍海 Blue Ocean      | [ 14 ] |
| 15   | 2022年1月28日 | 公關 P.R.            | [ 14 ] |
| 16   | 2022年1月31日 | 撲水 Cash Flow       | 結局篇 |
| 17   | 2022年2月1日  | 收購 Acquisition     | 結局篇 |
| 18   | 2022年2月2日  | 私隱 Privacy         | 結局篇 |
| 19   | 2022年2月3日  | 選擇 Choose          | 結局篇 |
| 20   | 2022年2月4日  | 明天 Better Tomorrow | 大結局 |

## 拍攝地點
電視劇將數碼港影射為「數據港」，是劇中經常出現拍攝地點之一。第8集葉念信在停車場辭職之後見Billy一幕，劇組於土瓜灣美華工業中心停車場取景，向1986年電影《英雄本色》致敬。 黃金開在豪宅探望富爸爸的場景，在金鐘亞洲協會香港中心（Asia Society Hong Kong Center）花園拍攝。 paypayegg辦公室取景自觀塘共享工作空間Ozone Creative Space。而共享辦公室BornHub在工廈一單位拍攝，並派出4人美術組負責搭建。而SHEIT會議室（即Shirley的CookCookGuide場地），在荔枝角D2 PLACE TWO的Home.焙小日子荔枝角店取景。
其他拍攝地點包括灣仔謝斐道合勝世伯雞餐廳、灣仔Bow Coffee、石硤尾美荷樓、旺角代購店Gethemall、旺角金都商場、旺角洗衣街金雞遊戲機中心，前粉嶺裁判法院和歌和老街兒童遊樂場。

## 收視
| 集數             | 播映日期                     | 電視直播收視 | 備註   |
| 《IT狗製作特輯》 | 2022年1月8日                 | 2.0點        | [ 23 ] |
| 1－5             | 2022年1月10日－2022年1月14日 | 4.1點        | [ 24 ] |
| 6－10            | 2022年1月17日－2022年1月21日 | 4.6點        | [ 25 ] |
| 11－15           | 2022年1月24日－2022年1月28日 | 4.6點        | [ 26 ] |
| 16－20           | 2022年1月31日－2022年2月4日  | 4.8點        | [ 27 ] |

## 評價及反應
劇集開播後引發共鳴，成為城中熱話，網民普遍對此劇表示讚賞。網民認為直指當中的內容十分真實，精準諷刺時弊，指出ViuTV在劇本中的安排明裡暗裡都諷刺時下發生的熱話，再用幽默風趣方式呈現。有網民要求ViuTV開拍劇集第二季，更要求出版《大台理論》、披皮畫像等。
劇集播映期間，有網民建立相關網頁和應用程式，如「改名易」、「員工能力綜合評分系統」。本土開發商 ThinkShops 建立「TouchWood! （页面存档备份，存于）」應用程式，引起飾演Never的陳瑞輝在其IG限時動態介紹並留言。該應用程式更在上架短短幾日內登上App Store和Google Play香港娛樂類型應用程式下載榜第一名。亦有網民設計「PayPayDuck」網頁，但設計者表示網頁只是為了測試有多少人會搜索PayPayDuck （页面存档备份，存于），並不能真正使用。
香港電視節目及影視製作導賞人游大東認為，劇集採用《老友記》、《追愛總動員》、《囧男大爆炸》、《荒唐分局》等美劇，以至是被指題材相似的《矽谷群英》中常見的處境喜劇套路，將主線放輕，讓角色遭遇放大的方式來處理劇本。對於有網民認為故事推進極慢，情節鋪排無厘頭，難以引人發笑，甚至直指劇本鬆散。他則認為非因編劇水準欠佳，大抵是抱持這觀點的人看不慣此類劇集。《經濟一週》把劇集的熱度歸因於內容貼地、令職場人士有共鳴；廣告贊助令觀衆樂於接受；以及大量「金句」在社交媒體引發社會討論。

### 無綫電視收視報告首引豆瓣評分
2022年2月7日，無綫電視公佈翡翠台、ViuTV及香港開電視三台於1月31日至2月6日黃金時段收視。無綫首次在收視報告為翡翠台與ViuTV兩台劇集加上豆瓣評分，稱「《IT狗》內地豆瓣評分5.9分」、「《青春不要臉》內地豆瓣評分7.8分，佔一周華語口碑劇集榜第 8 位」，無綫電視因而被指畫蛇添足、「方丈上身」（意指小器）、居心叵測。 游大東認為無綫此舉是「此地無銀」的行為：「這樣既令一眾《青》劇的演員尷尬，亦凸顯大台心胸狹窄，這一點大概就是年輕世代討厭無綫的原因之一。」娛壹發現當《IT狗》播映至第15集時，豆瓣有101人評分並錄得7.4分，當中有32.9%人給予5星評價，1星評價只佔10.5%。惟在本劇踏入結局週後評分卻大逆轉，由7.4分跌至5.9分。《IT狗》大結局後，豆瓣上有326人評分，總評分為6分。當中，給予5星評價的有28.7%，給予4星評價的有17.6%，而給予1星評價的佔31.6%。豆瓣上亦有網民質疑大量水軍特意負評《IT狗》。

## 劇中反映之真實事件
- 劇中Kenneth和Joesep兄弟的「智能果汁機」和「磁能線」項目，影射2014年趙公允、趙公亮兄弟的知名超額眾籌項目「智能咖啡機Arist」和智能電話磁力叉電線「Znaps」。[47]
- 阿米巴公司到訪PayPayDuck一幕，影射2013年阿里巴巴集团團隊拜訪香港初創企業創辦人李勁華的交友流動程式Worthy，後在旗下程式「來往」加入相似功能。[48]
- Johnny仔將其畫作放到NFT平台售賣並獲厚利，為現時NFT平台的投資方式作了示範；而在本劇拍攝當時，NFT在投資市場的注目程度未如今日般受到追捧。[49]

## 軼事
- 此劇劇名源自網絡術語「IT狗，你的資訊真的很有用」，常被資訊科技界從業員引用作自嘲。[50]
- 此劇場景之一：共享工作間「BornHub」實為色情網站「PornHub」之惡搞，無論名字還是圖示設計也極為相似。
- 此劇為楊樂文及陳瑞輝首次主演之電視劇。[51]
- 此劇為魏浚笙首次參演之電視劇。[52]
- 此劇主角Tony撰寫的書籍《大台理論》以「大台」（即無綫電視）劇集常見橋段解構身邊事物，如歡喜冤家最終必定成為情侶、大結局經常出現的燒烤情節、刑偵劇中常用的審訊犯人情節（《刑事偵緝檔案III》的「大宇式審問」）等。[53][54]主角Tony、Kenneth、Tommy在競爭「富三代互助協會」導師時，亦將「大台」劇集《唐僧風暴》（《溏心風暴》）和《太時代》（《大時代》）情節套用於自身經歷講述。
- 此劇第5集Cathy Ho（彭秀慧飾）按下紅燈淘汰葉念信，重現了《全民造星II》評判彭秀慧本人淘汰參賽者的情境。[55]
- 此劇第8集葉念信在停車場找到辭職的Billy一幕，致敬了1986年經典港產片《英雄本色》。[56]
- 此劇第12集紀錄主角葉念信向Shirley示愛的「大學毒男求愛短片」，化用了2010年曾熱爆網絡的「IVE學生李子曦向女同學Catherina示愛」短片。[57]

## 記事
- 2021年4月20日：此劇於葵涌舉行開鏡拜神儀式。[1]
- 2021年6月27日：此劇正式煞科。
- 2021年9月27日：香港亞洲電影節宣布，此劇首兩集故事將率先於電影節中放映。[58]
- 2022年1月4日：此劇演員楊樂文、陳瑞輝、邱士縉、岑珈其、凌文龍、陳漢娜、李靖筠等出席記者會。[59]
- 2022年1月26日：此劇演員凌文龍、楊樂文、邱士縉、陳瑞輝、陳湛文、岑珈其、余逸思、陳漢娜、周祉君、李靖筠、鄧子超、林家熙、導演簡君晉等，於第13集播畢後在ViuTV Facebook專頁透過Zoom進行直播。[60]
- 2022年2月4日：此劇演員凌文龍、楊樂文、陳瑞輝、陳湛文、余逸思、陳漢娜、周祉君、鄧子超、林家熙、彭秀慧、魏浚笙、導演簡君晉，於第20集大結局播畢後在陳漢娜的Instagram帳戶進行直播。[61]

## 外部連結
- ViuTV：IT狗 （页面存档备份，存于）
- MakerVille：IT狗 （页面存档备份，存于）
- 豆瓣电影上《IT狗》的資料 （简体中文）

| 香港 ViuTV 星期一至五 21:30－22:30      | 香港 ViuTV 星期一至五 21:30－22:30                      | 香港 ViuTV 星期一至五 21:30－22:30 |
| --------------------------------------- | ------------------------------------------------------- | ---------------------------------- |
|                                         | IT狗 （2022年1月10日－2022年2月4日）                    |                                    |
| 塵沙惑 （2021年12月20日－2022年1月8日） | The Penthouse 上流戰爭 2 （2022年2月7日－2022年3月5日） |                                    |